# Жан I (герцог Алансона)
Жан I д’Алансон (Жан IV Мудрый) (фр. Jean Ier d'Alençon; 2 июня 1385, Ессе — 25 октября 1415, Аррас) — граф Алансонский в 1404—1414 годах, граф дю Перш с 1404 года, граф де Жуаньи, виконт де Бомон-о-Мэн, сеньор де Меркер, д’Аржентан и де Ла-Герш, герцог Алансонский с 1414 года, французский военачальник, представитель Алансонской ветви династии Валуа.

## Происхождение
Жан I принадлежал к алансонской ветви Валуа и был третьим (младшим) сыном Пьера II Доброго (1340—1404), графа Алансона и Перша, и Марии (умерла в 1425), виконтессы де Бомон-о-Мэн, дочери Гийома де Шамайяра, сеньора д’Антенез.

## Биография
В сентябре 1404 года после смерти своего отца Пьера Доброго 19-летний Жан унаследовал графства Алансон и Перш.
Жан Алансонский выступал на стороне Арманьяков. Сражался против Бургиньонов, опустошил Вермандуа. В 1411 году захватил города Сен-Дени и Сен-Клу, в 1414 году — Компьен, Нойон и Суассон, осаждал Аррас. Пытался тем не менее примирить обе враждующие партии. В 1414 году Жан Алансонский был пожалован в герцоги и стал пэром Франции.
25 октября 1415 года герцог Жан Алансонский командовал второй дивизией французской армии в битве с англичанами при Азенкуре. В какой-то момент боя Жан сошёлся в поединке с королем Англии Генрихом V. Король получил сокрушительный удар топором по голове, стесавший ему лепестки с золотой короны и проломивший шлем. После этого Жан попытался добить его, но храброго герцога сбила с ног охрана королевского венценосца и, несмотря на крик «Я — герцог Алансонский, я сдаюсь!», прикончила его на месте. В лице Алансона Франция потеряла одного из ведущих лидеров партии Арманьяков.

## Семья и дети
20 июля 1397 года Жан Алансонский в Шато д’Эрмин женился на Марии Бретонской (14 марта 1391 — 4 января 1447), даме де Ла-Герш, дочери Жана V Храброго, герцога Бретани, и Жанны д’Эврё. Дети:
- Пьер д’Алансон (1407—1408)
- Жан II д’Алансон (1409—1476), герцог Алансонский с 1415 года.
- Мария д’Алансон (1410—1412).
- Жанна д’Алансон (1412—1420).
- Шарлотта д’Алансон (1413—1435).

Также имел внебрачных детей-бастардов:
- Пьер д’Алансон (1405—1424) — сеньор Галлардон
- Маргарита д’Алансон
- Рене, вышла замуж в 1434 или 1435 г. за Пьера Ле Пульшра де ла Мотта.